# Type (théorie des modèles)
Pour les articles homonymes, voir Type.
En théorie des modèles, un type est un ensemble de formules à une même variable libre, consistant avec une théorie donnée, c'est-à-dire tel qu'il existe un modèle de la théorie en question dont un élément satisfait chacune des formules du type.

## Définition
Soit T une théorie dans un langage L, M un modèle de T et A ⊆ M un ensemble de paramètres. On appelle type (partiel) sur A tout ensemble {\displaystyle \Sigma } de formules en (au plus) une même variable libre à paramètres dans A consistant avec Diag(A) (le diagramme complet de A), i.e. tel qu'il existe une {\displaystyle L_{A}}-structure N et b ∈ N et pour toute formule {\displaystyle \phi } de {\displaystyle \Sigma }, N ⊨ {\displaystyle \phi }(b).
Plus généralement, pour un entier naturel non nul n, on définit de manière similaire les n-types (ensembles consistants de formules à variables libres parmi n variables fixées). On peut également étendre cette définition aux ordinaux quelconques, on parle de {\displaystyle \alpha }-types.
Toujours dans le même cadre, on désigne par type complet sur A un type {\displaystyle \Sigma } tel que pour toute {\displaystyle L_{A}}-formule {\displaystyle \phi } à au plus une variable libre, on a {\displaystyle \Sigma \vdash \phi } (i.e. toute réalisation de {\displaystyle \Sigma } réalise également {\displaystyle \phi }) ou bien {\displaystyle \Sigma \vdash \lnot \phi }.
L'ensemble des n-types complets sur A est noté {\displaystyle S_{n}(A)}, si A = ∅ on note parfois {\displaystyle S_{n}(T)}.
Les conventions varient selon les auteurs, et certains nomment type partiel ce que nous appelons type et type nos types complets.

## Exemples
Soit a ∈ M ⊨ T, A ⊆ M, on appelle type de a sur A l'ensemble des formules que M satisfait en a (cela comprend donc les formules closes). On voit sans peine qu'il s'agit d'un type complet, que l'on note {\displaystyle tp(a/A)} ; la définition s'adapte pour des uples d'éléments de taille quelconque.

## Topologie des espaces de types
Pour tout entier non nul n, on munit {\displaystyle S_{n}(A)} d'une topologie : on la définit en prenant comme ouverts de base les parties {\displaystyle <\varphi >:=\{p\in S_{n}(A)\,;\,\varphi \in p\}}.
On remarque que cette topologie est totalement discontinue : tout ouvert de base <φ> est également un fermé puisque son complémentaire est <¬φ>. D'autre part, le théorème de compacité entraine la compacité de l'espace {\displaystyle S_{n}(A)}.

## Applications
Les espaces de types permettent, dans un langage dénombrable, une caractérisation simple des théories {\displaystyle \aleph _{0}}-catégoriques (en), qui ont exactement un modèle dénombrable (à isomorphisme près) : un théorème de Ryll-Nardzewski (en) affirme qu'une théorie T complète, dénombrable dont les modèles sont infinis est {\displaystyle \aleph _{0}}-catégorique si et seulement si pour tout entier n, {\displaystyle S_{n}(T)} est fini. Voir aussi Théorie k-catégorique.